# Liste der Kulturdenkmäler in Mainz-Hartenberg-Münchfeld
In der Liste der Kulturdenkmäler in Mainz-Hartenberg-Münchfeld sind alle Kulturdenkmäler im Ortsbezirk Hartenberg-Münchfeld der rheinland-pfälzischen Stadt Mainz aufgeführt. Grundlage ist die Denkmalliste des Landes Rheinland-Pfalz (Stand: 5. Dezember 2023).

## Denkmalzonen
| Bezeichnung                             | Lage                                                                     | Baujahr | Beschreibung | Bild                           |
| --------------------------------------- | ------------------------------------------------------------------------ | ------- | --- | ------------------------------ |
| Denkmalzone Judensand                   | Mombacher Straße, Fritz-Kohl-Straße Lage                                 | ab 1049 | auch Alter Judenfriedhof; am Platz eines vom 1. bis 4. Jahrhundert belegten römischen Friedhofs, jüdische Gemeinde in Mainz seit dem 10. Jahrhundert belegt, der Friedhof seit dem 13. Jahrhundert, dieser nach Vertreibungen und Zerstörungen seit 1583 wieder im Besitz der jüdischen Gemeinde, 1880 geschlossen; circa 1500 Grabsteine, 1700 bis 1880, überwiegend Rot- oder Gelbsandstein, im 19. Jahrhundert aufwändiger, meist klassizistisch; gemauerte Einfriedungen, nächst dem Eingang Architekturteile der Hauptsynagoge von 1912 gelagert; „Denkmalfriedhof“, 1926 angelegt auf der Erweiterung von 1862 mit circa 200 mittelalterlichen Grabsteinen, meist Muschelkalk, 1049 bis 1420; auf dem zugehörigen Areal der abgebrochenen Landwirtschaftsschule im Süden liegen 2007 archäologisch nachgewiesene mittelalterliche Gräber, u.a. ein singuläres gemauertes Grab | weitere Bilder Fotos hochladen |
| Denkmalzone Königliche Conserven-Fabrik | Mombacher Straße 87-91 Lage                                              | 1873/74 | Gelände der ehemaligen Königlichen Conserven-Fabrik, die für den militärischen Bedarf in der Festungsstadt Mainz 1873/74 eingerichtet worden war die Fabrikgebäude nicht erhalten, nur einige Nebengebäude: Nr. 89, späteres Dienstwohngebäude, Fachwerkwohnhaus, vor 1870, Veranda 1871, als einziges erhaltenes Gebäude aus der ehemaligen Rayonzone von Mainz von besonderer Bedeutung; Nr. 87, Massivbau auf hohem Sockelgeschoss, um 1900, Nr. 91 ehemalige Spenglerei, Backsteinbau, um 1910; zweischalige Stützmauer Zeugnis der für die ehemalige Festungsstadt Mainz charakteristischen und bedeutsamen Einrichtung | Fotos hochladen                |
| Denkmalzone Siedlung Baentschstraße     | Baentschstraße 1–13 (ungerade Nummern), Mombacher Straße 17, 19, 21 Lage | 1905    | Baugruppe in steiler Hanglage, für die Beamten-Baugenossenschaft erbaute zehn fünfgeschossige Wohnhäuser mit romanischen, gotischen, Renaissance- und Jugendstilformen, 1905, Architekten Gebrüder Mertes | Fotos hochladen                |

## Einzeldenkmäler
| Bezeichnung                           | Lage                                       | Baujahr | Beschreibung | Bild                           |
| ------------------------------------- | ------------------------------------------ | ------- | --- | ------------------------------ |
| Evangelische Auferstehungskirche      | Am Fort Gonsenheim 151 Lage                | 1959–62 | breitgelagerter Beton-Klinkerbau mit überkragendem Flachdach, gläserner Eingangsfront, Freitreppe und Kampanile, 1959–62, Architekt Hans-Joachim Lenz, umlaufender Betonfries von Heinz Hemrich; zugehörig Gemeindehaus, Kindergarten und Pfarrhaus, allesamt flachgedeckte Betonkuben, Innenhof                                    | Fotos hochladen                |
| Gonsenheimer Tor                      | Am Fort Gonsenheim Lage                    |         | | Fotos hochladen                |
| Katholische Kirche St. Rabanus Maurus | Am Judensamd, bei Nr. 33 Lage              | 1964/65 | kastenförmiger Stahlbetonskelettbau mit Rotklinkerfassaden, davor Atrium und Kampanile, 1964/65 von Karl Josef Dicke, Gießen, Leiter des Bauamtes der Diözese Mainz | Fotos hochladen                |
| Alte Patrone                          | Am Judensand 57–69 (ungerade Nummern) Lage | 1908    | ehemaliges Friedenspulvermagazin Nr. 20; Munitionsfabrik, 1908 in Heimatstilformen erbaut; Gebäudekomplex aus eingeschossigen, in Traufstellung um einen trapezförmigen Platz gruppierten Putzbauten; Nr. 69: Hauptgebäude; Nr. 63/65: Magazingebäude; Nr. 61: Remise; Nr. 57 und 67 durch Neubauten ersetzt; bauliche Gesamtanlage | weitere Bilder Fotos hochladen |
| Kavalier Hauptstein                   | Johann-Maria-Kertell-Platz Lage            | 1873/79 | eingeschossiges Schulterflankenblockhaus mit risalitartigen, zinnenbekrönten Eingängen und paarig angeordneten Rundbogenfenstern, 1873/79 | weitere Bilder Fotos hochladen |
| Arne-Jacobsen-Bau                     | Kantstraße 2 Lage                          | 1969    | Büro- und Lagergebäude; Flachdachbau mit vorgehängter Polyester-Rasterfassade und drei umlaufenden Fensterbändern, 1969, Architekt Arne Jacobsen; zugehörig vorgelagerter Parkplatz mit Baum- und Beetraster | weitere Bilder Fotos hochladen |
| Neue Golden-Ross-Kaserne              | Mombacher Straße 66 und 68 Lage            | um 1890 | Nr. 66 Mannschaftsgebäude der Neuen Golden-Ross-Kaserne, großvolumiger Backsteinbau, um 1890; Nr. 68 Wirtschaftsgebäude, kleiner Walmdachbau, 1913 | Fotos hochladen                |
| Lokomotivschuppen                     | Mombacher Straße 80 Lage                   | 1906    | Backsteinbau, an Giebelseiten und Rückwand mit bossierten Sandsteinen verkleidet, große Bogenfenster (teilweise vermauert), 1906 | Fotos hochladen                |
| Eisenbahnüberführungen                | Rheingauwall Lage                          | 1904    | zwei Eisenbahnüberführungen; Stahltrogbrücke mit eisernem Geländer, klinkerverkleidete Stützmauer, 1904, Architekten Merkel und Konsorten | Fotos hochladen                |
| Fort Hartenmühle                      | Wallstraße Lage                            | 1873    | Teil der 1873 erweiterten Wallbefestigung; Mauerreste aus Rot- und Gelbsandstein, Tonnengewölbe (Mauerreste im Hartenbergpark, Reste der Kasematten oberhalb der Häuser Wallstraße 53–59) | Fotos hochladen                |
| Wohnhäuser                            | Wallstraße 53, 55 und 57 Lage              | 1901    | drei viergeschossige Wohnhäuser mit Mansarddächern (Nr. 55 aufgestockt), 1901, Architekt Wilhelm Hahn | Fotos hochladen                |